# Lifetime (televisienetwerk)
Lifetime is een Amerikaans kabel- en satelliettelevisienetwerk gericht op vrouwen. Anno 2013 konden 86% van de Amerikaanse huishoudens Lifetime ontvangen. Het behoort tot de groep A+E Networks die zelf een joint venture is van Hearst Corporation met The Walt Disney Company.

## Geschiedenis
Lifetime ontstond in februari 1984 uit de fusie tussen de vrouwenzenders Daytime Network (Hearst en Capital Cities/ABC) en Viacom Cable Health Network. Initieel was het geen succes. Pas in 1986 werden zwarte cijfers geschreven en de kijkcijfers waren laag. In 1988 werd Patricia Fili-Krushel aangetrokken als nieuwe programmadirecteur. Zij schudde het uitzendschema grondig dooreen en liet ook de eerste Lifetime-films maken. In 1993 begon men ook in beperkte mate met verslaggeving rond vrouwensport.
In april 1994 verkocht Viacom haar aandelen aan beide andere partners. Het jaar daarop werd Capital Cities/ABC overgenomen door Disney. In 1996 kondigde een van de grootste Amerikaanse kabeldistributeurs, TCI, aan Lifetime in een aantal regio's te vervangen door het nieuwe Fox News Channel, waarin ze zelf een belang had. Daardoor zou Lifetime een miljoen abonnees verliezen. Dat leidde tot hevige protesten door vrouwenbewegingen en politici die TCI buiten proportie vond. Doch werd het aantal huishoudens dat Lifetime zou verliezen teruggebracht tot zo'n 300.000.
In juli 1998 richtte men de spin-off Lifetime Movie Network op. In april 2004 werd Lifetime Radio for Women gelanceerd dat op weekdagen vier uur uitzond. In 2005 werd Betty Cohen de nieuwe directeur waarop de slogan en het logo werden gewijzigd. In augustus 2009 werd Lifetime Entertainment Services overgenomen door A&E Television Networks, waardoor NBC Universal een belang van 15% verwierf dat later aan Disney en Hearst werd verkocht. In mei 2012 werden opnieuw een nieuw logo en slogan gelanceerd.

## Programma's
Lifetime zendt series uit als Army Wives, The Client List, Will & Grace en Devious Maids; alsook realityseries als Project Runway en voor de zender gemaakte televisiefilms zoals Menendez: Blood Brothers.